# Swiss International 2016
Das Swiss International 2016 im Badminton fand vom 20. Oktober bis zum 23. Oktober 2016 in Yverdon-les-Bains, Schweiz, statt.

## Sieger und Platzierte
| Disziplin    | Gold                           | Silber                               | Bronze                           |
| ------------ | ------------------------------ | ------------------------------------ | -------------------------------- |
| Herreneinzel | Sam Parsons                    | Artem Pochtarev                      | Ditlev Jæger Holm                |
| Herreneinzel | Sam Parsons                    | Artem Pochtarev                      | Luís Enrique Peñalver            |
| Dameneinzel  | Sabrina Jaquet                 | Lee Ying Ying                        | Fontaine Chapman                 |
| Dameneinzel  | Sabrina Jaquet                 | Lee Ying Ying                        | Jenjira Stadelmann               |
| Herrendoppel | Goh Sze Fei Nur Izzuddin       | Aaron Chia Wong Wai Jun              | Richard Domke Johannes Pistorius |
| Herrendoppel | Goh Sze Fei Nur Izzuddin       | Aaron Chia Wong Wai Jun              | Michael Fuchs Oliver Schaller    |
| Damendoppel  | Cheryl Seinen Iris Tabeling    | Amelia Alicia Anscelly Teoh Mei Xing | Emilie Aalestrup Sia Emilie Berg |
| Damendoppel  | Cheryl Seinen Iris Tabeling    | Amelia Alicia Anscelly Teoh Mei Xing | Delphine Delrue Vimala Hériau    |
| Mixed        | Oliver Schaller Céline Burkart | Thom Gicquel Delphine Delrue         | Richard Domke Jennifer Karnott   |
| Mixed        | Oliver Schaller Céline Burkart | Thom Gicquel Delphine Delrue         | Stilian Makarski Tenzin Pelling  |